# Cala Llombards
Cala Llombards ist eine kleine Bucht mit einem Sandstrand an der Südostküste der spanischen Baleareninsel Mallorca. Sie befindet sich im Osten der Gemeinde Santanyí zwischen den Orten Cala Llombards und Cala Santanyí.

## Lage und Beschreibung

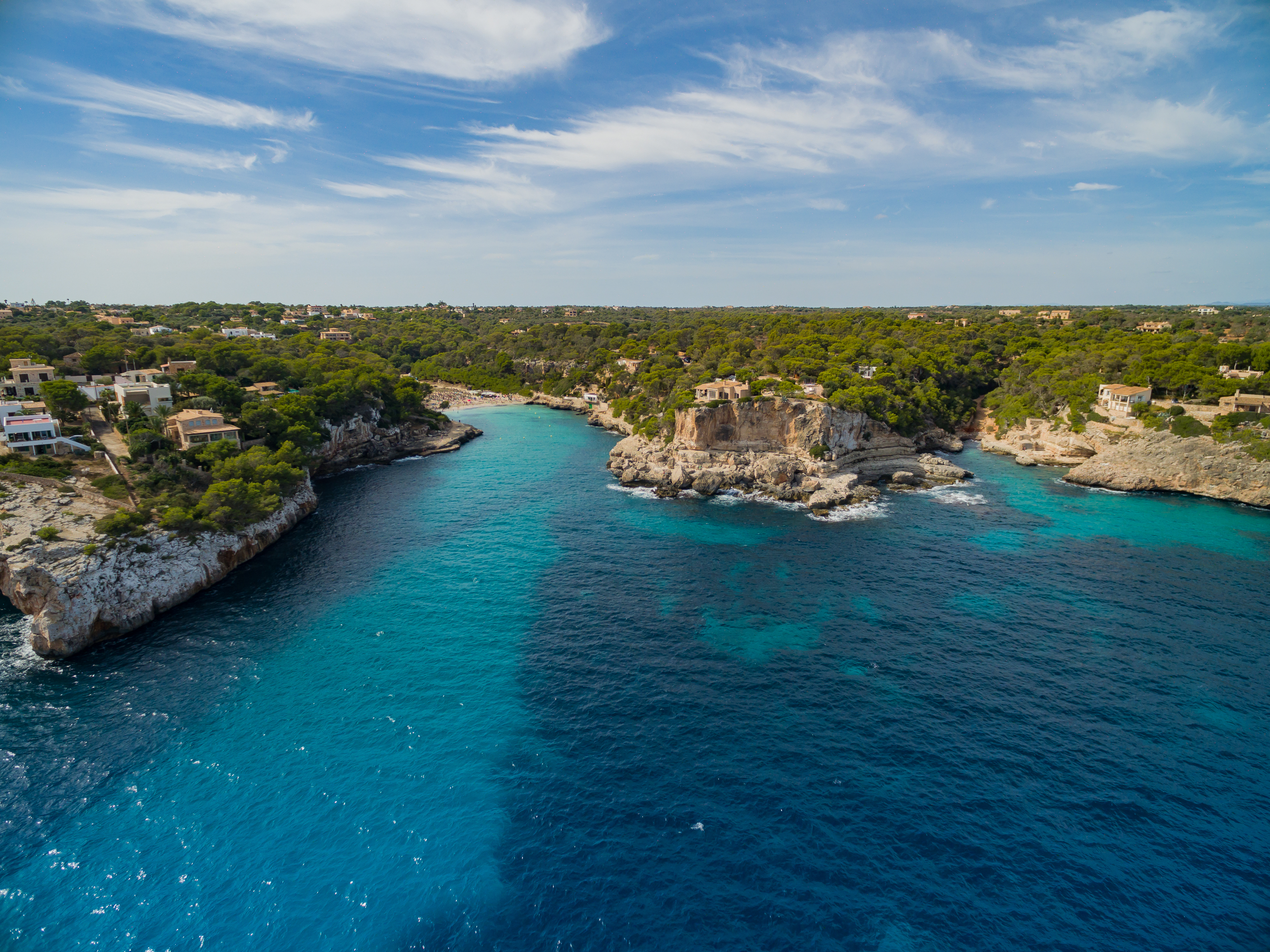
Ostansicht der Bucht

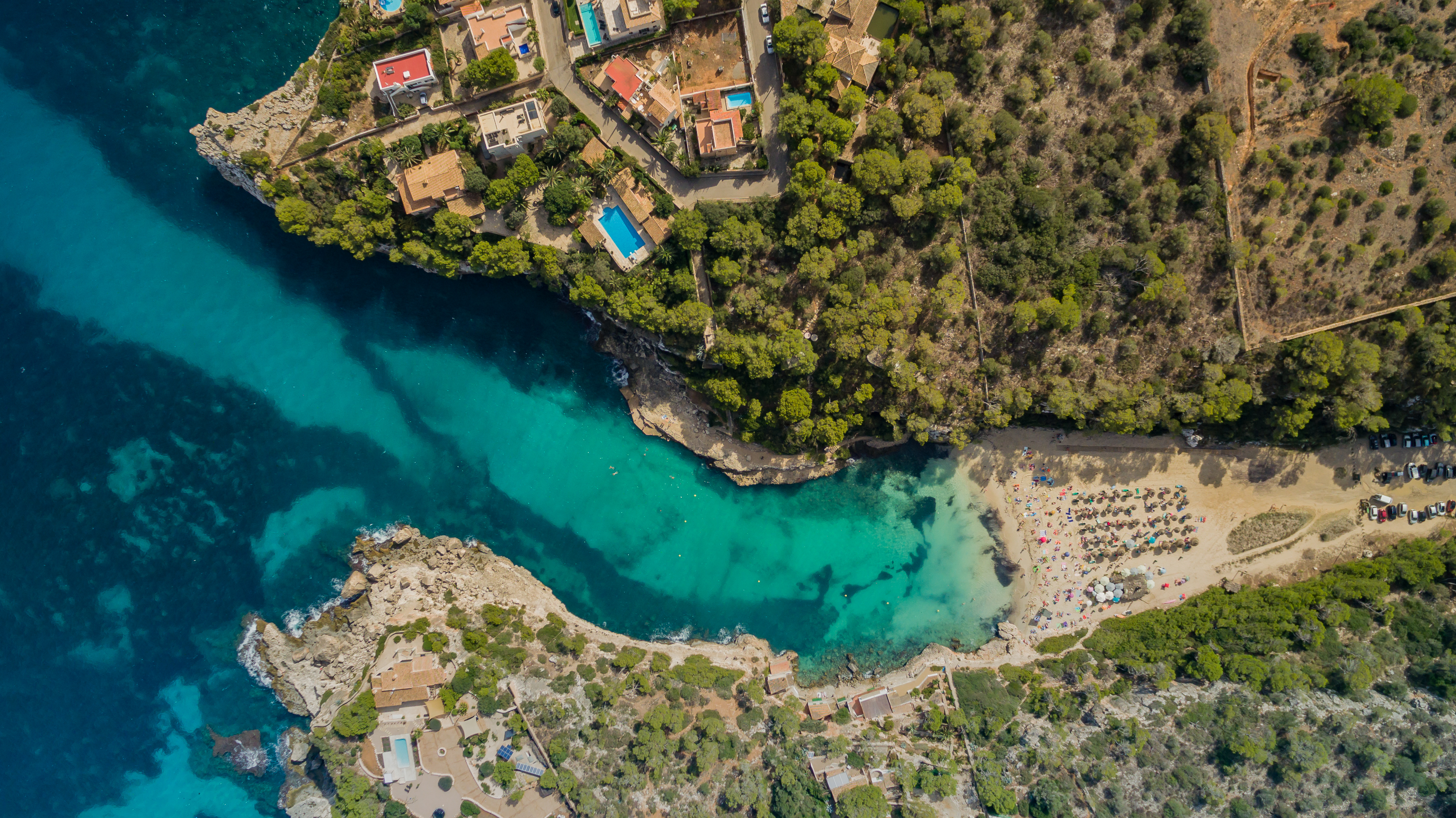
Luftbild

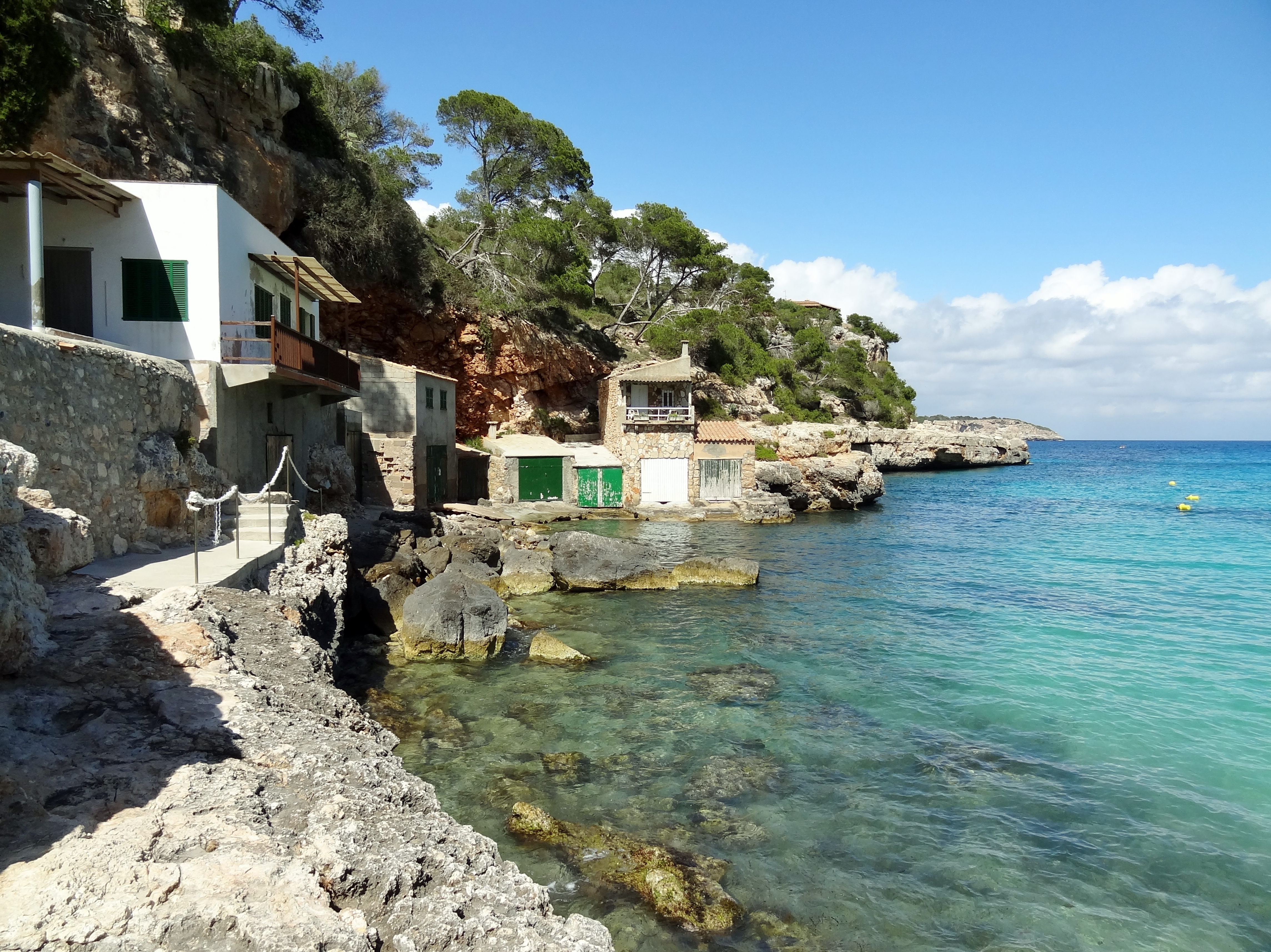
Bootshäuser an der Nordseite

Die Cala Llombards ist ein etwa 230 Meter langer und 50 bis 140 Meter breiter, nach Westen ausgerichteter felsiger Meereseinschnitt an der Steilküste von Santanyí, ungefähr 3 Kilometer südlich des Hauptortes der Gemeinde. Im unmittelbaren Hinterland der Cala Llombards befinden sich im Südwesten die Siedlung (katalanisch Urbanització) Cala Llombards, im Norden kleinere landwirtschaftlich genutzte Flächen und im Nordwesten das naturbelassene Einzugsgebiet des Sturzbachs Torrent de Son Morlà. Letzterer vereinigt sich etwa 320 Meter westlich der Bucht mit dem Torrent de Son Amer, der an der Cala Llombards ins Mittelmeer mündet.
Mit den kleineren nordöstlichen Nachbarbuchten Caló des Macs und s’Olla bildet die Cala Llombards eine größere Bucht, die im Nordosten mit es Pontàs, einem im Meer stehenden Felsentor, abschließt. Östlich hinter es Pontàs liegt die sich nach Norden ins Land ziehende Cala Santanyí. Der 60 Meter lange Sandstrand der Cala Llombards ist bis zu 116 Meter breit und beidseitig von Felsen eingerahmt. Da der Torrent de Son Amer nur bei starken Regenfällen Wasser führt, wird der ansonsten trockene Bereich hinter dem Strand als Parkplatz genutzt. Zwischen dem Parkplatz und dem Meeresufer steht eine Strandbar und werden in der Saison Liegen und Sonnenschirme verliehen. Auf den Felshängen neben dem Strand und hinter dem Parkplatz wachsen Kiefern. An der Nordseite der Bucht sind kleine Bootshäuser (katalanisch escars) in die Felsen hineingebaut.
Die Cala Llombards wird von Einheimischen wie von Urlaubern gleichermaßen besucht. Außer den Bootshäusern ist die unmittelbare Strandnähe unbebaut, die Siedlung befindet sich oberhalb des Strandes. Sie beginnt an den beiden Zufahrtsstraßen, die am Strandparkplatz enden.

## Zugang
Von der Straße MA-6100 zwischen es Llombards und Santanyí zweigt nahe es Llombards südöstlich die Landstraße nach Cala Llombards ab. Nach Erreichen der Siedlung ist der Strand der Cala Llombards nach links ausgeschildert. Der Zufahrtsweg führt durch die Siedlung und schließt mit einer steil abfallenden, kurvenreichen Straße ab, die am Strandparkplatz endet. Die Benutzung des Parkplatzes ist kostenfrei.